# Kościół Matki Bożej Częstochowskiej w Słopnicach
Kościół Matki Bożej Częstochowskiej w Słopnicach Górnych – murowana świątynia rzymskokatolicka w miejscowości Słopnice, pełniąca funkcję kościoła parafialnego miejscowej parafii pw. Najświętszej Maryi Panny Częstochowskiej.

## Historia
W XIX wieku dzisiejsze Słopnice Górne stanowiły osobną wieś o nazwie Zarąbki. Jej mieszkańcy należeli do parafii w Słopnicach, ale ze względu na rozległość wsi mieli osobną kaplicę do sprawowania liturgii, ufundowaną przez Błażeja Kaima. Patronką kaplicy była Matka Boża Anielska. W XX wieku rozpoczęto starania o zezwolenie na budowę nowego kościoła, skutecznie blokowane przez komunistyczne władze. Udało się jedynie uzyskać pozowlenie na prowizoryczną rozbudowę kaplicy w 1972. W 1974 do kaplicy sprowadzono kopię obrazu Matki Bożej Częstochowskiej.
8 września 1980 dzięki staraniom mieszkańców i księdza Jana Orlofa - rektora kaplicy, udało się uzyskać zgodę na budowę kościoła. Wybrano projekt krakowskiego architekta Krzysztofa Biedy. Prace ruszyły 8 września 1981 i trwały do 1992. 19 czerwca 1982 biskup Jerzy Ablewicz poświęcił i wmurował kamień węgielny. W 1992 ukończono budowę wieży, a w 1996 wykonano ostatnie elementy wyposażenia.

## Opis
Kościół w Słopnicach jest przykładem nowoczesnej architektury sakralnej. Jego wnętrze pomalowane jest na biało i oświetlone przez światło wpadające przez barwne witraże.
W ołtarzu głównym umieszczono kopię obrazu Matki Bożej Częstochowskiej, wykonaną przez Marka Niedojadło. Po obu jej stronach znajdują się wizerunki świętych oddających Jej cześć: św. Stanisław Kostka, św. Kinga, św. Jacek, św. Wojciech, św. Stanisław ze Szczepanowa, św. Jan z Dukli, św. Jadwiga i św. Maksymilian. Po bokach ołtarza znajdują się nisze: w jednej umieszczono obraz Jezu, Ufam Tobie, a w drugiej znajduje się chrzcielnica i malowidło Chrzest w Jordanie. W podobnej stylistyce, jak postacie świętych w ołtarzu głównym wykonano również malowane stacje Drogi Krzyżowej.
W kościele znajdują się również trzy ołtarze boczne:
- ołtarz Jana Pawła II; z portretem papieża, pieczęcią papieską i z wizerunkami bazyliki św. Piotra i katedry wawelskiej;
- ołtarz św. Józefa, przy którym znajduje się również tablica pamiątkowa poświęcona o. Bogumiłowi Lubeckiemu - misjonarzowi ze Słopnic.
- ołtarz Najświętszej Maryi Panny: w jego centralnej części umieszczono wizerunek Madonny z Dzieciątkiem, a w zwieńczeniu portret św. Andrzeja, patrona kościoła w Słopnicach Dolnych, w którym dawniej modliła się cała wieś.